# Alchemilla laperyrousii
Alchemilla laperyrousii é uma espécie de rosácea do gênero Alchemilla, pertencente à família Rosaceae.